# Arturo Porzecanski

Arturo C. Porzecanski (nacido 2 de noviembre de 1949) es un economista pionero en la aplicación del análisis económico a la evaluación de decisiones crediticias y de inversión en los llamados mercados emergentes durante su larga carrera profesional en Wall Street. A partir del 2005, se ha dedicado a la docencia universitaria, la investigación y la consultoría en economía y finanzas internacionales.

## Carrera en Wall Street
Nacido y criado en Montevideo, Uruguay, de padres judíos inmigrantes de Europa, se fue a los Estados Unidos a principios de 1968 y obtuvo su licenciatura en economía en el Whittier College, California (1968-1971) y luego su maestría y doctorado en economía en la Universidad de Pittsburgh, Pennsylvania (1971-1975). Luego de una pasantía como economista visitante en el Fondo Monetario Internacional (1973), y un año y medio como economista investigador en el Centro de Estudios Monetarios Latinoamericanos en la Ciudad de México (1975-76), comenzó su carrera en Wall Street como economista internacional y analista de riesgos soberanos en la Banca Morgan (el entonces Morgan Guaranty Trust Co. of New York), uno de los antecesores del importante banco JP Morgan Chase (1977-1989).
Después de una docena de años allí, Porzecanski pasó a ocupar el cargo de economista jefe del entonces Republic National Bank of New York (1989-1992); economista jefe para los mercados emergentes del entonces banco de inversión Kidder, Peabody & Company (1992-1993); economista jefe para las Américas del banco ING Barings (1994-2000); y economista jefe para los mercados emergentes del banco ABN AMRO (2000-2005).
Durante sus 28 años en la plaza financiera, Porzecanski llevó a cabo estudios sobre la macroeconomía y macrofinanzas de los países que se solían conocer como en vías de desarrollo. Su propósito era entender y cuantificar los riesgos y oportunidades para los préstamos comerciales y las inversiones en dichos países, pero a medida que las empresas y los gobiernos de muchas de esas naciones comenzaron a emitir acciones o bonos durante la década de los 1990s, también para mejorar las decisiones de los inversionistas institucionales en las Américas y Europa que estaban comenzando a comprar títulos financieros emitidos en los mercados emergentes, mayormente de América Latina y Asia. 
Este trabajo conllevó visitar muchos países en forma periódica, para entrevistar a sus líderes políticos y empresariales y a otras fuentes de información; obtener y analizar las estadísticas macroeconómicas y las tendencias, especialmente antes que las primeras se comenzaran a divulgar y diseminar a través de la Internet; estudiar el clima de negocios y las perspectivas económicas, financieras y políticas luego de consultar a economistas locales y expertos del gobierno de los Estados Unidos y de organismos regionales e internacionales; y luego formular y publicar opiniones sobre riesgos crediticios y oportunidades de préstamo e inversión, mayormente a través de informes semanales o quincenales emitidos por los bancos en los cuales trabajó. 
Sus opiniones tuvieron acogida e influencia, siendo citadas por los principales diarios, revistas y agencias de noticias alrededor del mundo, y fue entrevistado frecuentemente por estaciones de radio y canales de televisión en los Estados Unidos, Europa y América Latina. En 2005, Porzecanski fue reconocido por sus muchos logros profesionales en Wall Street, siendo nombrado “Legacy Laureate” (Legado Laureado) por su alma mater, la Universidad de Pittsburgh.

## Carrera académica y otras actividades profesionales
Porzecanski decidió abrir un "segundo acto" de su carrera profesional en 2005 al pasarse a la academia y convertirse en profesor universitario de tiempo completo en economía y finanzas internacionales, un giro lo suficientemente notorio como para ser mencionado en un largo artículo de Dow Jones Newswire, porque fue parte de una transferencia generacional ya que otros de los analistas pioneros en mercados emergentes también tomaron la decisión de jubilarse anticipadamente para comenzar nuevas actividades.
Luego de un semestre como profesor visitante de economía en el prestigioso Williams College durante la primavera de 2005, fue nombrado al cuerpo de profesores de la Facultad de Relaciones Internacionales (School of International Service) de la American University a partir de septiembre de 2005, primero como Especialista en Finanzas Internacionales y luego, a partir de septiembre de 2007, como Economista Distinguido en Residencia. En 2012, Porzecanski fue nombrado Director del Programa de Relaciones Económicas Internacionales de dicha Universidad, cargo que ocupó hasta agosto de 2018. En agosto de 2021, luego de dieciséis años, Porzecanski se jubiló de profesor universitario.
Además de dedicarse a la docencia y a la investigación aplicada, Porzecanski ha realizado una serie de trabajos de consultoría para estudios de abogados y firmas financieras, así como para agencias del gobierno norteamericano e instituciones multilaterales como el Banco Interamericano de Desarrollo y Naciones Unidas. También fue nombrado Árbitro de la Financial Industry Regulatory Authority, una de las entidades que supervisa las instituciones financieras de los EE. UU., y fue Investigador ("Senior Associate") del reconocido Center for Strategic and International Studies durante 2006-2013.
En julio de 2020, el presidente Donald Trump nombró a Porzecanski como integrante de una Comisión Presidencial Asesora para la Prosperidad de la Comunidad Hispana, parte de una iniciativa de la Casa Blanca para mejorar el acceso de los hispanoamericanos a las oportunidades educativas y económicas. Luego de su jubilación de la docencia, fue nombrado Investigador ("Research Fellow") del Centro para Estudios Latinoamericanos y Latinos (CLALS) de la American University; Investigador ("Global Fellow") del prestigioso Woodrow Wilson Center durante 2001-2025; y Asesor Senior de la organización sin fin de lucro Emerging Markets Investors Alliance.

## Paciente líder
Desde finales del 2005, Porzecanski ha luchado contra una enfermedad muy rara llamada Síndrome de fuga capilar, la cual lo dejó parcialmente discapacitado y lo llevó al borde de la muerte varias veces. Se convirtió en un paciente líder al establecer un sitio de Internet para beneficio de todos los que como él padecieran de ese mal, así como sus familiares y médicos – para que pudieran comunicarse unos con los otros y comparar problemas, tratamientos e ideas.
También persuadió a la principal institución gubernamental a cargo de investigaciones médicas en los EE. UU., el National Institutes of Health, a que comience a llevar a cabo un programa de investigación biomédica sobre dicha enfermedad. A principios del 2009, Porzecanski fue objeto de un artículo en la sección Salud del diario The Washington Post por bregar de forma ejemplar y novedosa con una enfermedad rara capaz de matarlo en cualquier momento. Porzecanski fue reconocido en 2011 por su labor en beneficio de los enfermos con este síndrome, siendo nombrado “Outstanding Whittier Alumni for Community Service” (Exalumno Excepcional de Whittier por Servicio a la Comunidad) por su otra alma mater, Whittier College. En 2016, el National Institutes of Health (NIH) reconoció públicamente el rol “indispensable” que Porzecanski ha tenido en difundir los conocimientos sobre el Síndrome de Fuga Capilar y fomentar la investigación científica de esta enfermedad mortal por parte del NIH. En 2018, Porzecanski ganó un pleito en las cortes federales de EE. UU. contra el entonces Ministro de Salud y Servicios Humanos, quien había rechazado cubrir los tratamientos con inmunoglobulinas a los pacientes con SCLS, tratamiento que ahora es el más recomendado.

## Publicaciones
Porzecanski ha publicado muchos trabajos en los campos de las finanzas internacionales y los problemas económicos de América Latina, con contribuciones en libros de economía y leyes y también en revistas académicas como Business Economics, Chicago Journal of International Law, Development, Ethics and International Affairs, Fordham International Law Journal, International Finance, Journal of Banking and Finance, Journal of Developing Areas, Journal of Money, Credit and Banking, Law and Contemporary Problems, National Tax Journal, y World Economics. Su único libro académico, Uruguay’s Tupamaros: The Urban Guerrilla, una contribución original a la ciencia política sobre el grupo guerrillero más conocido del Uruguay, fue publicado en los Estados Unidos cuando Porzecanski tenía apenas 23 años y era estudiante de posgrado en economía. Ha sido miembro vitalicio del prestigioso Council on Foreign Relations desde 1991; miembro de la American Economic Association; Académico de Número de la Academia Nacional de Economía del Uruguay; y miembro del directorio de la Fundación Tinker del 2007 hasta el 2024.